# Laurent II Pucci
Laurent II Pucci italien: Lorenzo Pucci (né en 1523, mort en 1548) est un ecclésiastique italien du  XVIe siècle qui fut évêque de Vannes de 1544 à 1548.

## Biographie
Laurent II Pucci est le cousin du cardinal Antonio Pucci évêque commendataire de Vannes. Il est nommé coadjuteur de ce dernier à l'âge de 18 ans le 10 juin 1541 et participe comme tel au Concile de Trente. Il lui succède comme évêque lors de son décès en 1544. Il meurt dès 1548 âgé de 25 ans sans jamais avoir résidé dans son diocèse. Le siège est administré par le vicaire capitulaire Guillaume de Quirinis.

## Source
- Sous la direction de Jean-Pierre Leguay Histoire de Vannes et de sa région Privat Toulouse (1988)  (ISBN 27089 8272 9).